# Victor Smolski
Victor Smolski (Minszk, 1969. január 2.–) fehérorosz gitáros, zeneszerző, sokoldalú hangszerjátékos. 1999 óta állandó tagja a német Rage heavy metal-zenekarnak.

## Pályafutása
Dzmitrij Branyiszlavavics Szmolszki zeneszerző fia. Hatéves korában kezdett zongorázni és csellózni, majd nem sokkal később nekiállt gitározni is. Diplomát szerzett rock és dzsessz gitározásból, valamint zeneelméletből, zeneszerzésből is. 14 évesen a Pesznyari nevű fehérorosz folk-rock együttessel dolgozott együtt. 1988-ban megalakította az Inspector zenekart, mellyel Németországban turnéztak, valamint egy lemezt is kiadtak 1993-ban Russian Prayer címmel. 
1993-ban Németországba költözött, és stúdiózenészként dolgozott. 1996-ban megjelentetett saját neve alatt egy Destiny c. EP-t. Egy évvel korábban 1995-ben csatlakozott a Mind Odyssey power metal zenekarhoz. A zenekar sikeres európai turnékat bonyolított le a Vicious Rumors és a Savatage zenekarokkal, valamint Schizophrenia klipjük is gyakran látható volt a zenecsatornákon. A Mind Odyssey albumok fő dalszerzője Smolski volt, aki a gitár mellett a billentyűs hangszereket is feljátszotta. Emellett szólólemezei is napvilágot láttak, melyeken a fehéroroszországi szimfonikus zenekarral dolgozott együtt. Victor ez idő tájt  producerként is dolgozik olyan kiadók számára mint a BMG, a  GUN Records, a Drakkar és az Ariola Victor.
1999-ben lett a Rage tagja, ahol a mai napig fő dalszerző Peavy Wagner mellett. 2000-ben jelent meg  The Heretic c. szólólemeze, melyet ismét nagyzenekar segítségével rögzített. Legnagyobb sikerét 2001-ben aratta, amikor zenét írt a Der Schuh des Manitu c. német filmhez. A filmet 15 millióan látták. 2004-től többször is kisegítette a Kipelov nevű orosz heavy metal zenekart, azóta pedig rendszeresen készít lemezeket és ad koncerteket a Rage mellett, komolyzenés projektjei élén is. 
Profi autóversenyző aki szerződést kapott a Russian Sport Garage Team csapattól is.

## Stílusa
Technikai szempontból rendkívül képzett gitáros, aki apja révén otthonosan mozog a komolyzene területén is, mely erényét szólólemezein is megcsillogtatja. Művelt zenész, aki jártas a zeneelméletben és a nagyzenekari hangszerelés terén is. Játékában ügyesen egyesíti George Lynch apró színezésekkel teli fifikás riffelését, a gyors tapping futamokat, a neoklasszikus arpeggiokat, az Eddie Van Halen-re hajazó nyújtásokat, mindezt komolyzenei hatásaival teszi színesebbé.
Tudását olyan zenei rendezvényeken kamatoztatta, mint a Winter NAMM Show, vagy a Music Expo.

## Diszkográfia

### Vel Inspector
- Russian Prayer (1993)

### Solo
- Destiny (EP) (1996)
- The Heretic (2000)
- Majesty & Passion (2004)
- The Heretic / Majesty & Passion (Összeállítás) (2006)
- Two Orchestral Symphonies (Összeállítás) (2013)
- Self-Blinded Eyes (Szingli) (2022)
- Unity (Szingli) (2023)
- Guitar Force (2023)

### Vel Mind Odyssey
- Schizophenia (1995)
- Nailed to the Shade (1998)
- Signs (1999)
- Best of - 15 Years (Összeállítás) (2008)
- Time to Change It (2009)

### Vel Rage
- Ghosts (1999)
- Welcome to the Other Side (2001)
- Best Of - All G.U.N. Years (Összeállítás) (2001)
- Unity (2002)
- The Lingua Mortis Trilogy (The Classic Collection) (Dobozszett) (2002)
- Soundchaser Demo (Demo) (2003)
- Soundchaser (2003)
- From the Cradle to the Stage: 20th Anniversary (Élő album) (2004)
- Speak of the Dead (2006)
- Full Moon (Szingli) (2006)
- Full Moon in St. Petersburg (Élő album) (2007)
- 2 Originals of Rage (Dobozszett) (2008)
- Carved in Stone (2008)
- Gib dich nie auf (EP) (2009)
- Into the Light / Purified (Szingli) (2010)
- Strings to a Web (2010)
- 21 (2012)
- The Soundchaser Archives (Összeállítás) (2014)
- Carved in Stone / Speak of the Dead (Dobozszett) (2016)
- The Classic Years (Dobozszett) (2019)
- The Millennium Years (Dobozszett) (2022)
- Spreading the Plague (EP) (2022) (Zenék -ön "Straight to Hell (Live from the Cave)")

### VelNuclear BlastAllstars
- Into the Light (2007)

### Vel Lingua Mortis Orchestra
- Cleansed by Fire (Szingli) (2013)
- LMO (2013)

### Vel Almanac
- Self-Blinded Eyes (Szingli) (2016)
- Tsar (2016)
- Kingslayer (2017)
- Rush of Death (2020)
- Kingdom of the Blind (Szingli) (2021)

### Vel Voodoo Gods
- The Divinity of Blood (2020)

### Vendégszereplések
- GB Arts - Return to Forever (1998) - (Ismeretlen) (Szintén Producer)
- GB Arts - The Lake (2000) - vendég gitár -ön "Break Free" és "Old Warriors" és vendég gitárszóló -ön "Shadows of Faces" és "The Darkness Is Over"
- Chris Jones - Moonstruck & No Looking Back (2000) - vendég gitár -ön "Trans-Continental Post-Nativity Blues"
- Bob Lexington -  Point Whitmark (2001-2007) - (előadó)
- Perzonal War - Different But the Same (2002) - vendég gitár -ön "The Urge for More" és "Dragon's Mouth"
- Seventh Avenue - Eternals (2004) - vendég gitár -ön "Storm III"
- Mike Terrana - Man of the World (2005) - vendég gitár -ön "Easy Does It"
- Vindex - Power Forge (2005) - vendég gitár -ön "Writing on the Wall"
- Кипелов - Реки времён (2005) - vendég gitár -ön "Дыханье тьмы", "Матричный бог", "Я здесь" és "Реки времён"
- Кипелов - Москва '2005 (2006) - (Gitárok)
- Фактор Страха - Твой идеальный мир (2008) - vendég szólógitár -ön "Живой"
- Perzonal War - Bloodline (2008) - vendég szólógitár -ön "Utopia"
- Subconscious - All Things Are Equal in Death (2008) - vendég szólógitár -ön "State of Neglect"
- Van Canto - Tribe of Force (2010) - vendég gitár -ön "One to Ten"
- Pandea - Soylent Green (2010) - (Gitárok)
- The Claymore - Damnation Reigns (2010) - vendég szólógitár -ön "(E)scapegoat"
- Scheepers - Scheepers (2011) - vendég szólógitár -ön "Before the Dawn" (Judas Priest cover) és "Play with Fire"
- Saltatio Mortis - 10 Jahre Wild Und Frei (2011) - vendég cselló -ön "Daedalus" és "Letzte Worte"
- Seven - Freedom Call (2011) - (további és háttérének, Billentyűzetek, Gitárok)
- Adrian Weiss - Big Time (2011) - vendég szólógitár -ön "Tough Luck"
- Der Bote - Morgenwelt (2013) - (Lead Gitár)
- Axxis - 25 Years of Rock and Power (Videó) (2015) - vendég gitár -ön "Drum Solo" (DVD csak)
- Overwind - Level Complete (2015) - vendég szólógitár -ön "Stop the Time"
- Vivaldi Metal Project - The Four Seasons (2016) - vendég szólógitár -ön "Stige (Autumn #3 - Allegro)"
- Dezperadoz - Call of the Wild (2017) - vendég szólógitár -ön "Back in the Saddle (Hello Bob)"
- FB1964 - Störtebeker (2017) - vendég szólógitár -ön "Gotland"
- Perzonal War - Neckdevils - Live (2018) - (Ismeretlen)
- Eunomia - The Chronicles of Eunomia Part I (2018) - vendég szólógitár -ön "Dangerous Times Ahead"
- Blamage - Kavalerie (2018) - vendég gitár -ön "Kavalerie"
- Martin Engelien - Das Grosse Go Music Weihnachtskonzert 2018 (2018) - (Gitárok)
- Артерия - Znakи (2018) -  vendég szólógitár -ön "Чёрный ветер"
- Wings of Destiny - Ballads (2020) - vendég szólógitár -ön "One More Lie"
- Aillion - Цель (feat. Victor Smolski) - Single (2021) - (Gitárok)
- Sonic Haven - Vagabond (2021) - vendég gitárszóló -ön "Keep the Flame Alive"
- Martin Doughty & HERDIN RADTKE - The Secret Trees - Single (2021) - (Gitárok)
- Valentin Lezjenda's Speed of Darkness - Альтернативная реальность (2021) - vendég szólógitár -ön "Скорость тьмы"
- Dymytry - Revolt (2022) - vendég gitár -ön "Somebody's Watching Me (Rockwell cover)"
- Overwind - Black Water (feat. Victor Smolski) - Single (2022) - (Gitárok)
- Andrey Gadzhibalaev - The Fourth Dimension (EP) (2022) - vendég gitár -ön "Tornado"
- Conor Brouwer's Call of Eternity - Call of Eternity (2022) - vendég gitár -ön "In the Deepest Part of Blackness"
- Robert Beade - Down Underground (EP) (2023) - vendég gitár -ön "Southern Influences"
- Marco Wriedt - Guitar Stories (2024) - vendég gitár -ön "2G Decadence"
- Alexandr Zcyagin  - Paradoxical (feat. Victor Smolski) - Single (2024) - (Gitárok)
- Valkaryrus - Metamorphosis (2024) - vendég gitár -ön "Falsebound Kingdom"

### Egyéb munka
- Rouble Zone - Put Your Money... Now! (1996) (Vendégíróként -ön "Day Without Your Love")
- Delirious - Time is Progress (1999) (Producer)
- Silent Force - Infatuator (2001) (Producer)
- Avanitas - Avanitas (Demo) (2002) (Producer)
- Seventh Avenue - Between the Worlds (2003) (Producer)
- Leaves' Eyes - My Destiny (EP) (2009) (Rögzítés)
- Leaves' Eyes - Njord (2009) (Rögzítés)
- Leaves' Eyes - At Heaven's End (EP) (2010) (Rögzítés)
- FreaKozaks - Silent Murder (2010) (Producer)
- Leaves' Eyes - Meredead (2011) (Rögzítés)
- Leaves' Eyes - Melusine (EP) (2011) (Rögzítés)
- Atrocity - Okkult (2013) (Rögzítés)
- Savn - Savn (2014) (Irányt és Mérnöki)
- Eluveitie - Origins (2014) (Rögzítés -val a Lingua Mortis choir)
- Leaves' Eyes - King of Kings (2015) (Rögzítés)
- Leaves' Eyes - Fires in the North (EP) (2016) (Rögzítés)
- 8 Seasons - No Regrets (EP) (2016) (Producer)
- Leaves' Eyes - Sign of the Dragonhead (2018) (Rögzítés)
- Svartstorm - Культ (2019) (Zenék)

### Egyéb megjelenések
- Wacken Metal Overdrive (2003) as Himself
- Saxon: Heavy Metal Thunder (2010) as Himself

### Soundtrack
- Maribou's Shoe (Der Schuh des Manitu) (2001) (writer: "Straight to Hell")
- Traumschiff Surprise (2004)

## Külső hivatkozások
- Victor Smolski's hivatalos oldal
- Rage weboldal
- Video from Kipelov "Ya Zdes" starring Smolski